# Stactobia banra
Stactobia banra är en nattsländeart som beskrevs av Olah 1989. Stactobia banra ingår i släktet Stactobia och familjen smånattsländor. Inga underarter finns listade i Catalogue of Life.